# Mario M. Guido
Mario María Guido (Buenos Aires, 8 de julio de 1884-23 de julio de 1946), fue un abogado y político argentino de la Unión Cívica Radical. Fue diputado nacional por la provincia de Buenos Aires en tres períodos, y presidente de la Cámara de Diputados de la Nación Argentina entre 1924 y 1926.

## Biografía
Nacido en Buenos Aires en 1884, se recibió de doctor de jurisprudencia en la Facultad de Derecho y Ciencias Sociales de la Universidad de Buenos Aires en 1908. Fue profesor de derecho público en la Universidad Nacional de La Plata. Se radicó en Bahía Blanca, donde desarrolló su carrera profesional y política.
Miembro de la Unión Cívica Radical (UCR), fue convencional elector en las asambleas partidarias que consagraron las fórmulas encabezadas por Hipólito Yrigoyen en las elecciones de 1916 y 1928, y por Marcelo T. de Alvear en 1922. Fue presidente del comité radical de Bahía Blanca en varias ocasiones.

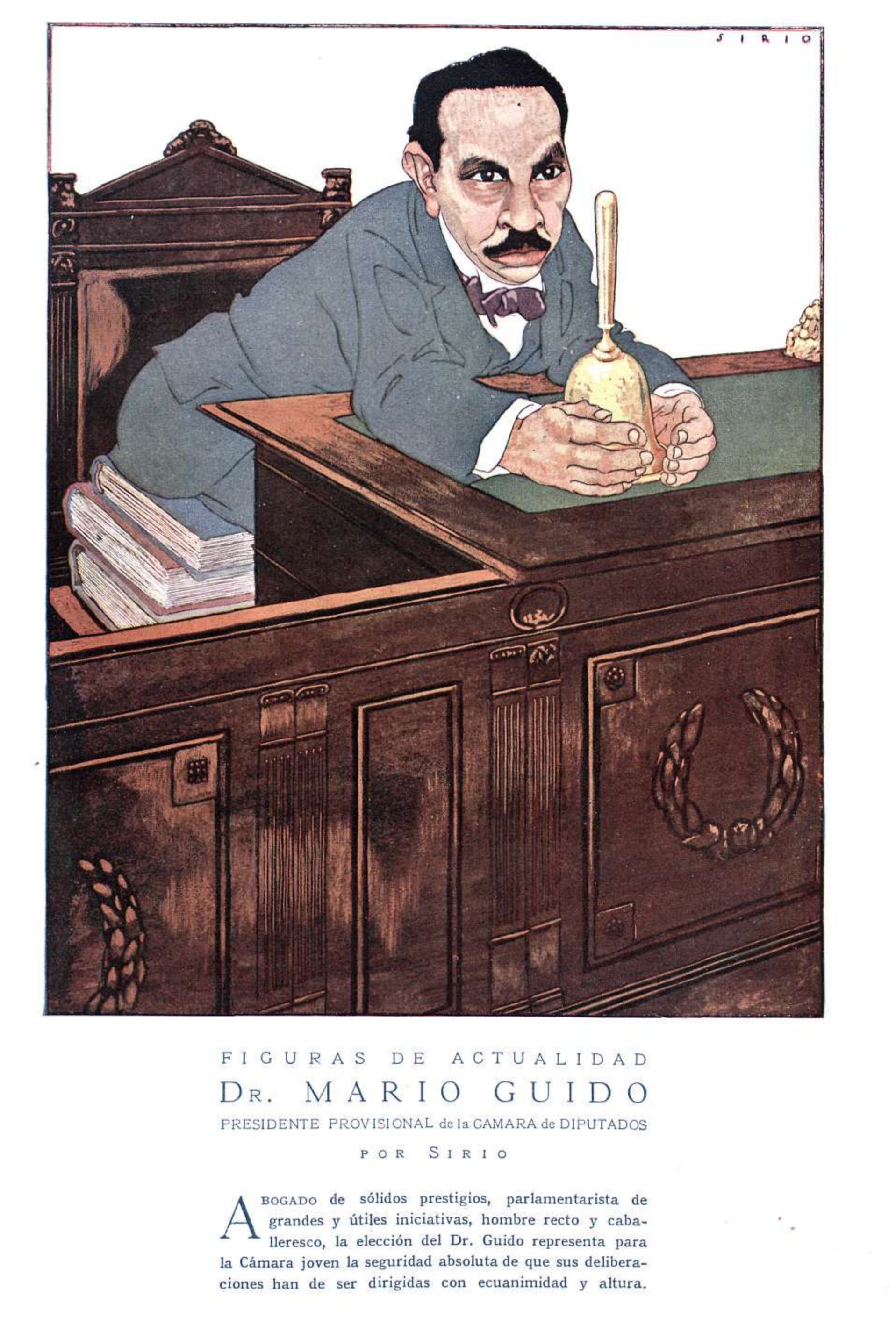
Retratado por Sirio en la revista Caras y Caretas (1924)

En 1920, fue elegido diputado nacional por la provincia de Buenos Aires, siendo reelegido en 1922, ambas veces por la UCR. Tras las elecciones legislativas de 1924, fue elegido presidente de la Cámara de Diputados, siendo reelegido al año siguiente. Estuvo acompañado por Héctor S. López y Oscar C. Meyer en el cargo de vicepresidente primero en 1924 y en 1925, respectivamente, y por Ernesto Claros como vicepresidente segundo.
En 1922, propuso ante la Cámara de Diputados la creación de un puerto nacional en Bahía Blanca.
En las elecciones provinciales de Buenos Aires de abril de 1931, fue candidato a vicegobernador de la provincia de Buenos Aires en la fórmula de la UCR encabezada por Honorio Pueyrredon. Ante el triunfo del binomio radical, los resultados fueron anulados por el presidente de facto José Félix Uriburu.
Volvió a la Cámara de Diputados en 1940 por la UCR, con mandato hasta 1944, interrumpido por el golpe de Estado del 4 de junio de 1943.
Falleció en julio de 1946.